# El sonámbulo que quería dormir
El sonámbulo que quería dormir es una película en blanco y negro de Argentina dirigida por Juan Sires sobre el guion de Manuel Meaños con adaptación de René Marcial que se estrenó el 8 de mayo de 1956 y que tuvo como protagonistas a Alfredo Barbieri, Héctor Calcaño, Margarita Padín y Carlos Castro "Castrito".

## Sinopsis
Los sobrinos quieren eliminar a un viejo millonario para heredarlo.

## Reparto
- Alfredo Barbieri
- Héctor Calcaño
- Margarita Padín
- Carlos Castro "Castrito"
- Lilian Valmar
- Marcos Zucker
- Vicente Rubino
- José Dorado
- Mabel Dalí
- Ricardo Grecco
- Roberto Blanco
- Eliseo Herrero

## Comentario
La Prensa opinó:

”Poco bueno se puede decier del film. La casi totalidad de sus recursos…son tan remanidos…que acusan ingenuidad y trascienden a moho.”